# Jack Jarvis (Cricketspieler)
Jack Alexander Jarvis (* 29. Mai 2003 in Manchester, Vereinigtes Königreich) ist ein schottischer Cricketspieler, der seit 2023 für die schottische Nationalmannschaft spielt.

## Aktive Karriere
Jarvis gab sein ODI-Debüt für Schottland bei einem Drei-Nationen-Turnier in Nepal im Februar 2023 gegen den Gastgeber. Daraufhin folgte die Nominierung für den ICC Cricket World Cup Qualifier 2023, wo er zwei Spiele bestritt. Sein Twenty20-Debüt erfolgte bei der Tour in den Vereinigten Arabischen Emiraten im März 2024. Dort konnte er in der Serie zwei Mal drei Wickets (3/21 und 3/14) erzielen. Daraufhin wurde er für den Kader für den ICC Men’s T20 World Cup 2024 nominiert, erhielt dort jedoch keinen Einsatz.